# آنتاناناریوو
شهر آنتاناناریوو (به مالاگاسی: Antananarivo، اَنطَنَنَرِيْوُ) پایتخت کشور ماداگاسکار است.
آنتاناناریوو یکی از استان‌های کشور ماداگاسکار است.
مساحت آن ۵۸٬۲۸۳ کیلومتر مربع و جمعیت آن ۴٬۵۸۰٬۷۸۸ (در ژوئیه سال ۲۰۰۱) است. مرکز این استان شهر آنتاناناریوو است.
این استان تنها استان بدون ساحل کشور ماداگاسکار است.
از نقاط دیدنی این استان، منطقه حفاظت شده طبیعی آمبوهیتانتلی (Ambohitantely) است.